# Jonathan Chan
Chan Fan Keng, detto Jonathan (曾繁铿S, Zēng FánkēngP; 10 maggio 1997), è un tuffatore singaporiano.

## Biografia
Ai campionati mondiali di nuoto di Gwangju 2019 ha terminato trentaduesimonella piattaforma 10 metri.
L'8 settembre 2019, grazie alla vittoria nella Coppa asiatica di tuffi di Kuala Lumpur, ha ottenuto la qualificazione ai Giochi olimpici estivi di Tokyo 2020. È stato il primo tuffatore di Singapore a qualificarsi ad un Olimpiade.

## Palmarès
| Anno | Manifestazione            | Sede     | Evento           | Risultato | Prestazione | Note  |
| ---- | ------------------------- | -------- | ---------------- | --------- | ----------- | ----- |
| 2014 | Giochi olimpici giovanili | Nanchino | Piattaforma 10m  | 9º        | 412,40 p.   |       |
| 2017 | Mondiali                  | Budapest | Piattaforma 10m  | 33º P     | 328,00 p.   |       |
| 2017 | Mondiali                  | Budapest | Sincro 10m misti | 15º       | 250,68 p.   |       |
| 2017 | Mondiali                  | Budapest | Squadra mista    | 14º       | 302,85 p.   |       |
| 2018 | Giochi asiatici           | Giacarta | Sincro 10m       | 8º        | 291,66 p.   | [ 4 ] |
| 2019 | Universiadi               | Napoli   | Piattaforma 10m  | 16º SF    | 296,80 p.   | [ 5 ] |
| 2019 | Mondiali                  | Gwangju  | Piattaforma 10m  | 32º P     | 322,85 p.   |       |